# Azzorre
Le Azzorre (in portoghese Açores, AFI: [ɐˈsoɾɨʃ]), amministrativamente Regione autonoma delle Azzorre (in portoghese Região Autónoma dos Açores), sono un arcipelago di origine vulcanica situato nell'oceano Atlantico settentrionale, una delle due regioni autonome del Portogallo. Si trovano a circa 1360 km a ovest dalla costa europea (ma il punto più occidentale dista da questa quasi 1900 km) nonché a circa 1925 km a sud-est di Terranova, in Canada, il più vicino punto del continente americano. Dal punto di vista amministrativo le Azzorre sono una delle cinque regioni ultraperiferiche riconosciute nel 2017 dall'Unione europea.
L'arcipelago si estende per circa 600 km in direzione nordovest-sudest ed è formato da nove isole principali (oltre a numerosi isolotti minori): Flores e Corvo a ovest; Graciosa, Terceira, São Jorge, Pico e Faial al centro; São Miguel e Santa Maria ad est.
Tutte le isole sono di origine vulcanica; alcune, ad esempio Santa Maria, non sono state interessate da fenomeni di attività vulcanica fin da quando vennero colonizzate. Il Monte Pico, sull'isola che da esso prende il nome, è la cima più elevata del Portogallo (2351 m d'altezza s.l.m.). Le Azzorre sono tra le più alte montagne del pianeta che si ergono ben al di sopra della superficie dell'oceano, se si considera il dislivello dalla base del fondale oceanico fino alle vette.
Il clima è influenzato dalla vicina corrente del Golfo la cui azione mitigatrice favorisce la rarità di eccessi termici, determinando temperature massime giornaliere che generalmente rimangono comprese tra i 16 °C e i 25 °C a seconda delle stagioni e solo raramente giungono al di sopra dei 30 °C (86 °F) o al di sotto dei 3 °C.
La cultura, il dialetto parlato, la cucina e le tradizioni delle isole Azzorre variano notevolmente, in quanto queste remote isole una volta disabitate subirono varie colonizzazioni sporadiche in un ampio lasso di tempo, lungo circa due secoli. Le principali attività economiche sono l'agricoltura, la produzione del latte, l'allevamento del bestiame, la pesca e il turismo, il quale sta assumendo un peso sempre maggiore nell'economia dell'arcipelago. Una grande percentuale della popolazione è infatti direttamente o indirettamente impiegata nei servizi e nel settore terziario.
Il principale insediamento è Ponta Delgada.

## Etimologia del nome
Alcuni studiosi vedono l'origine del nome Azzorre nel termine portoghese arcaico azures (plurale di azzurro) a causa del colore delle isole viste da lontano, ma la maggior parte insiste nel ritenere che l'arcipelago debba il suo nome all'astore (açor in portoghese), poiché al tempo della scoperta portoghese si supponeva che questo volatile fosse diffuso in tutte le isole dell'arcipelago. In realtà è probabile che il volatile identificato dai primi portoghesi con l'astore sia una sottospecie locale di poiana (Buteo buteo), non essendoci prove che l'astore sia mai esistito sulle isole.

## Storia

### Prime tracce umane

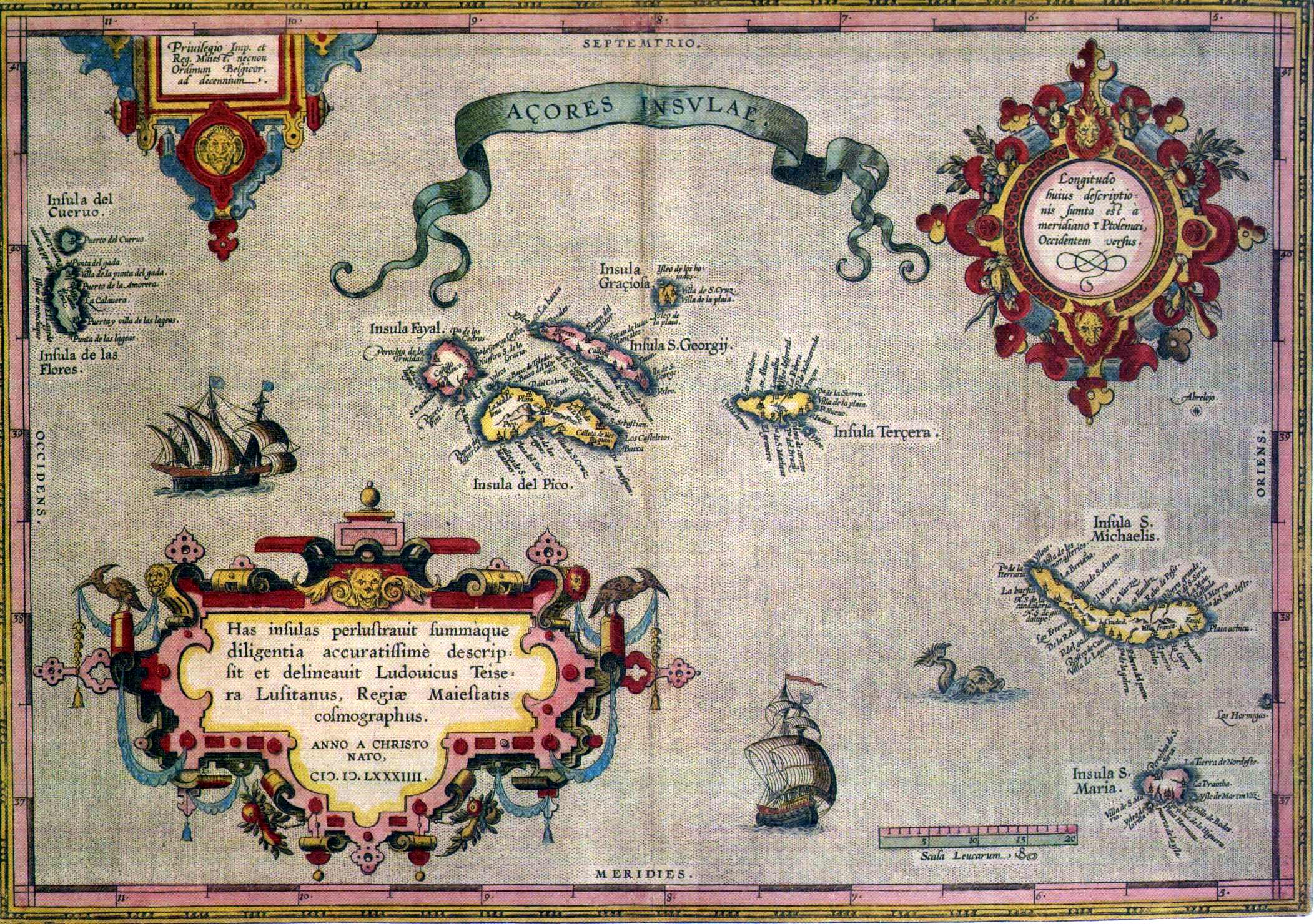
Carta delle Azzorre del 1584

I reperti più antichi che testimoniano la presenza umana sono alcuni ipogei identificati nei primi anni del XXI secolo da un gruppo di studio portoghese nelle isole Corvo, Santa Maria e Terceira, che l'archeologo Nuno Ribeiro ha ipotizzato possano risalire a circa 3000 anni fa.

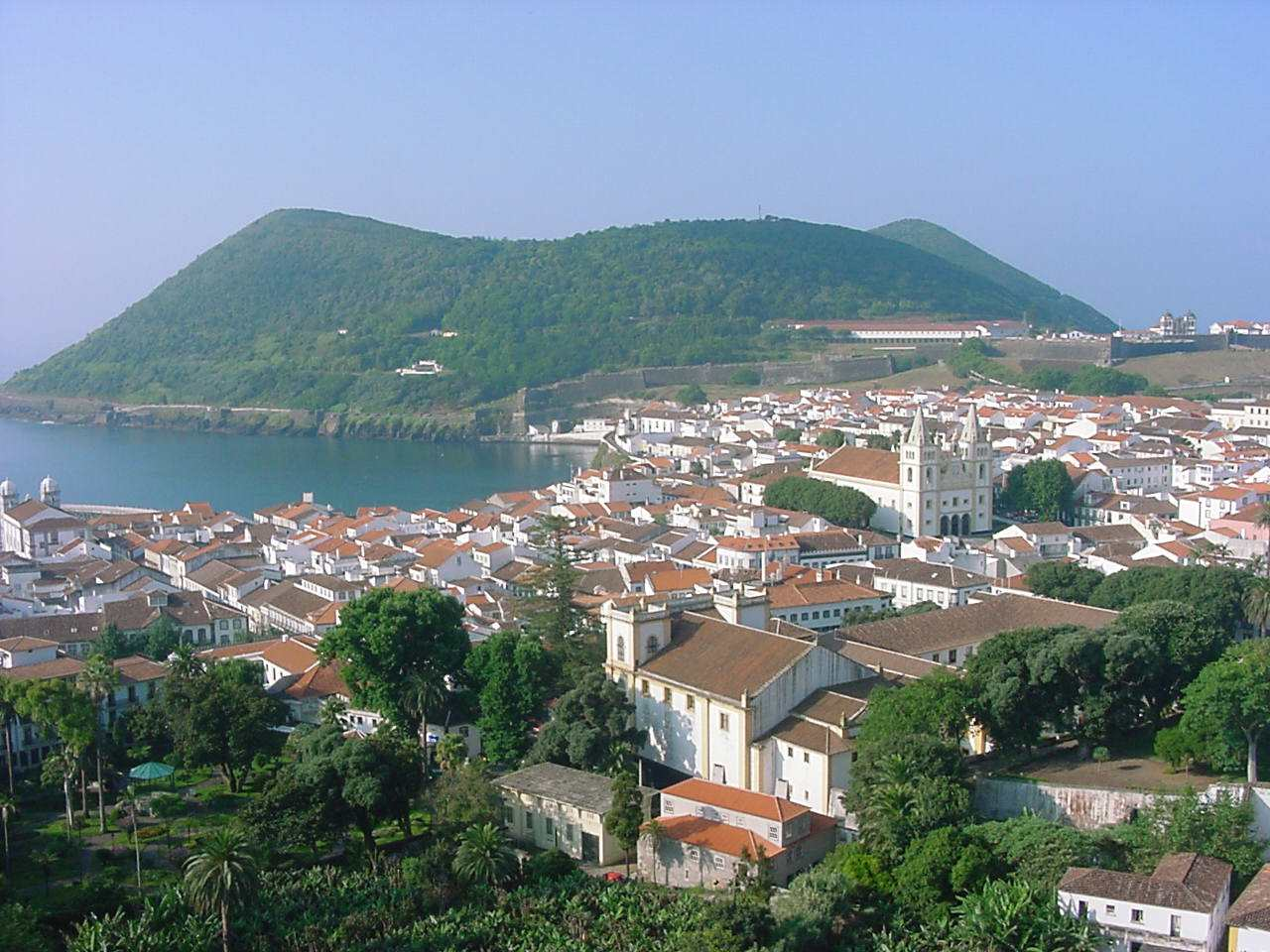
Angra do Heroísmo, a Terceira, il più antico insediamento abitato in modo continuato nelle Azzorre, e oggi sito UNESCO

Le più antiche testimonianze di approdo sulle isole sono databili al IV-III secolo a.C.: si tratta di alcune monete cartaginesi rinvenute nel 1749 a Corvo da una spedizione inglese. Le isole, stranamente, appaiono nell'Atlante Mediceo del 1351 e in due carte maiorchine del XIV secolo, mentre la scoperta dell'arcipelago fu resa ufficiale solo nel corso della spedizione portoghese durata dal 1427 al 1431.

### La scoperta europea
Le isole erano conosciute nel XIV secolo e parti di esse appaiono nell'Atlante Catalano. Fu probabilmente Gonçalo Velho, al servizio di Enrico il Navigatore, a riscoprire le Azzorre, nonostante questo non sia accertato. Nel suo libro Una storia delle Azzorre del 1813 Thomas Ashe indica come scopritore un fiammingo, Joshua Vander Berg di Bruges, che approdò nell'arcipelago durante una tempesta mentre viaggiava verso Lisbona; Vander Berg afferma invece che furono i portoghesi a esplorare l'area e a reclamare il possesso delle Azzorre per il regno del Portogallo nel 1432.

### La colonizzazione
Scoperta l'isola di Santa Maria, si decise di introdurvi le pecore prima di procedere agli insediamenti, in modo da poter garantire cibo ai futuri coloni; sull'isola non erano infatti presenti animali di grandi dimensioni. La colonizzazione, però, non avvenne subito, in quanto i portoghesi non avevano un grande interesse per un remoto arcipelago situato a centinaia di chilometri dal Portogallo. In ogni caso Gonçalo Velho continuò pazientemente a radunare risorse e coloni per i tre anni successivi (1433–1436) e fece ripetuti viaggi per fondare insediamenti prima su Santa Maria e poi su São Miguel.
I coloni prepararono il terreno da coltivare rimuovendo la boscaglia e le pietre, per piantare grano, vite, canna da zucchero e altre piante idonee all'uso locale ma anche di un certo valore commerciale. Importarono animali domestici, come galline, conigli, bovini, ovini, caprini e suini, e costruirono case e villaggi.
La colonizzazione dell'arcipelago si protrasse nei secoli successivi. La maggior parte dei primi coloni era originaria delle province dell'Algarve, Minho, Alentejo, nonché di Madera; molti erano ebrei sefarditi costretti alla conversione che fuggivano dal Portogallo sotto le pressioni dell'Inquisizione. Successivamente ai portoghesi si aggiunsero altri europei, provenienti soprattutto dalla Francia settentrionale e dalle Fiandre. São Miguel venne colonizzata nel 1444 sotto il comando di Gonçalo Velho, che approdò nel sito dell'odierna Povoação. L'agricoltura rimase l'occupazione principale, e a partire dal XV secolo Graciosa iniziò ad esportare frumento, orzo, vino e acquavite, essenzialmente verso Terceira, data la vicinanza tra le due isole.
La prima menzione dell'isola di São Jorge è del 1439, anche se la reale data della scoperta rimane sconosciuta. Nel 1443 l'isola era già in parte abitata da alcuni coloni, ma si dovette aspettare l'arrivo del nobile Wilhelm Van der Haegen, di origine fiamminga, per assistere ad un forte sviluppo degli insediamenti. Giunto a Topo, dove visse e morì, divenne conosciuto agli isolani con il nome di Guilherme da Silveira. João Vaz Corte-Real ricevette il capitanato dell'isola nel 1483. Il centro di Velas diventò una città prima della fine del XV secolo. Dal 1490 tra le isole di Terceira, Pico, Faial, São Jorge e Flores vivevano circa 2 000 fiamminghi, perciò le Azzorre furono soprannominate Isole Fiamminghe e Isole delle Fiandre. Questa forte presenza si deve al principe Enrico il Navigatore, la cui sorella Isabella sposò il duca di Borgogna Filippo che possedeva anche le Fiandre, dove ci fu una rivolta contro il cattivo governo di Filippo che portò gli abitanti alla fame. Isabella chiese allora ad Enrico di poter trasferire alcuni rivoltosi nelle Azzorre, e questi non solo glielo concesse, ma fornì ai coloni fiamminghi i mezzi necessari per il trasferimento.
Nel 1493 Cristoforo Colombo passò dalle Azzorre mentre tornava dall'America.
Nel 1552 Vila Franca do Campo, all'epoca capitale dell'arcipelago, fu devastata da un terremoto e dalla successiva frana che fece circa 5000 vittime, fatto che costrinse i portoghesi a spostare la capitale a Ponta Delgada, mentre la vecchia capitale venne ricostruita sul sito originale ed è oggi un fiorente porto turistico e peschereccio; Ponta Delgada ricevette quindi lo status di città nel 1546.

### Unione Iberica
A seguito della morte nel 1580 di Enrico I, il cardinale re del Portogallo, la nazione sprofondò in una crisi dinastica con diversi pretendenti al trono portoghese. L'autoproclamato Antonio, priore di Crato, venne acclamato re nelle Azzorre (attraverso il suo inviato Antonio da Costa), ma fu espulso dal Portogallo continentale dopo la battaglia di Alcântara. Sotto la guida di Cipriano da Figueiredo, governatore di Terceira, il quale continuò a governare in nome del precedente re del Portogallo Sebastiano, gli abitanti delle Azzorre resistettero ai tentativi di conquista delle isole (in particolare nella battaglia di Salga). Furono Figueiredo e Violante da Canto ad aiutare ad organizzare la resistenza su Terceira, cosa che influenzò anche le reazioni su alcune delle altre isole, anche se in generale aumentò il sostegno a Filippo II, soprattutto su São Miguel, dove la famiglia Gonçalvez da Câmara appoggiava il pretendente spagnolo. La Spagna ottenne e mantenne il possesso delle Azzorre nel periodo 1580–1642. Nel 1583, in qualità di re del Portogallo, Filippo II di Spagna inviò la sua flotta per liberare le Azzorre da una compagnia internazionale di avventurieri, mercenari, volontari e soldati che sostenevano un pretendente rivale al trono portoghese. Dopo la vittoria nella battaglia di Ponta Delgada i prigionieri vennero impiccati ai pennoni in quanto considerati pirati dalla legge, contribuendo così alla "Leggenda Nera".
Nel 1589 una spedizione inglese nell'arcipelago riuscì a depredare alcune isole e alcune navi ormeggiate nei porti. Un'altra spedizione inglese contro le Azzorre ebbe luogo nel 1597; questa volta però fallì. L'arcipelago delle Azzorre fu l'ultima parte dell'Impero portoghese a rimanere sotto la dominazione spagnola di Filippo II. Fu restituito al Portogallo con la fine dell'Unione Iberica nel 1640, grazie alla popolazione locale, che attaccò una guarnigione castigliana fortificata.
Nel 1641 vi nacque lo storico e scrittore Antonio Cordeiro.
Nel tardo XVI secolo le Azzorre (così come Madera) dovettero affrontare il problema del sovrappopolamento, per cui alcuni abitanti iniziarono ad emigrare nella colonia portoghese del Brasile.

### Il XIX secolo e le guerre liberali
La guerra civile portoghese ebbe gravi ripercussioni nelle isole. Nel 1829, a Vila da Praia (ora Praia da Vitória), il partito liberale ebbe la meglio sull'assolutismo, facendo dell'isola di Terceira il quartier generale del nuovo regime, dove fu anche stabilito il Consiglio di Reggenza di Maria II di Portogallo.
Tra il XVIII e il XIX secolo Graciosa ospitò numerosi personaggi di rilievo, tra cui Chateaubriand, lo scrittore francese che vi transitò nella sua fuga in America durante la rivoluzione francese, Almeida Garrett, poeta portoghese che vi soggiornò per fare visita ad uno zio e che durante la sua permanenza scrisse alcuni componimenti, ed il principe Alberto di Monaco, il celebre oceanografo dell'Ottocento che condusse un gran numero di spedizioni nelle acque delle Azzorre. Vi giunse a bordo del suo yacht Hirondelle e visitò la furna da caldeira, la nota grotta delle sorgenti termali. Nel 1869 l'autore statunitense Mark Twain pubblicò Gli innocenti all'estero, un libro di viaggio in cui descrisse anche il suo breve soggiorno nell'arcipelago.
Nel 1868 il Portogallo iniziò l'emissione di francobolli con la sovraimpressione "AÇORES" per l'uso nelle isole. Tra il 1892 e il 1906 emise francobolli distinti per i tre distretti amministrativi in cui le isole erano state divise nel 1836; i tre distretti equivalevano (eccetto in estensione) a quelli del Portogallo continentale. La divisione era arbitraria e non seguiva i naturali raggruppamenti delle isole, ma faceva coincidere la posizione di ciascun capoluogo con le tre città principali, nessuna delle quali si trovava nel gruppo occidentale:
- Angra do Heroísmo, che comprendeva Terceira, São Jorge e Graciosa, con capoluogo Angra do Heroísmo su Terceira;
- Horta, che comprendeva Pico, Faial, Flores e Corvo, con capoluogo Horta su Faial;
- Ponta Delgada, che comprendeva São Miguel e Santa Maria, con capoluogo Ponta Delgada su São Miguel.

Tale suddivisione rimase in vigore fino al 1976.

### Dal XX secolo a oggi
Nel 1931 le Azzorre (così come Madeira e la Guinea Portoghese) si ribellarono alla Ditadura Nacional e furono per breve tempo governate da militari ribelli.
Durante la seconda guerra mondiale il dittatore António de Oliveira Salazar permise all'Impero britannico di usufruire delle basi aeree e navali dell'arcipelago; l'occupazione di queste strutture (nome in codice Operation Alacrity) ebbe luogo nell'ottobre 1943. Fu un punto di svolta nella battaglia dell'Atlantico, che permise alla R.A.F. all'U.S. Army Air Forces e all'U.S. Navy di fornire copertura aerea al medio Atlantico. Inoltre aiutò a proteggere i convogli e a respingere gli U-boot della Kriegsmarine.
Nel 1944 le forze armate americane costruirono una piccola base aerea provvisoria sull'isola di Santa Maria, nel 1945 una nuova base su Terceira, chiamata Lajes Field, situata in un'area nota, per l'appunto, come Lajes, un'estesa terrazza pianeggiante sul mare nel nordovest dell'isola, in passato destinata alla produzione agricola. La base è oggi cogestita dal Portogallo e dagli Stati Uniti e continua ad operare per le forze armate di entrambi i Paesi. Durante la guerra fredda lo squadrone antisommergibile statunitense P-3 Orion pattugliava l'Atlantico settentrionale per contrastare i sommergibili e le navi da guerra della marina sovietica. A partire dalla sua apertura, Lajes Field è stata utilizzata per rifornire aerocargo americani diretti in Europa, in Africa e in Medio Oriente. La marina americana mantiene inoltre un ristretto squadrone nel porto di Praia da Vitória, tre chilometri a sud-est di Lajes Field.
Nel 1976 le Azzorre furono proclamate regione autonoma e i distretti soppressi.
L'8 febbraio 1989 le Azzorre furono teatro di un disastro aereo.

## Geografia
L'arcipelago si estende tra i paralleli che si trovano all'altezza di Lisbona (39º, 43'/39º, 55' latitudine nord); tale posizione contribuisce a un clima mite con lievi oscillazioni annuali. Le Azzorre sono situate nell'ecozona paleartica e formano un bioma unico tra le foreste temperate di latifoglie e miste del mondo, con numerose specie di piante endemiche.
La superficie totale è di 2.355 km². Le singole isole vanno dai 759 km² di São Miguel ai 17 km² dell'isola di Corvo. Tre isole (São Miguel, Pico e Terceira) sono più estese di Malta, e la sola São Miguel è grande il doppio.
Le isole sono suddivise in tre gruppi:
- il gruppo orientale (Grupo Oriental) di São Miguel, Santa Maria e gli isolotti Formigas;
- il gruppo centrale (Grupo Central) di Terceira, Graciosa, São Jorge, Pico e Faial;
- il gruppo occidentale (Grupo Ocidental) di Flores e Corvo.

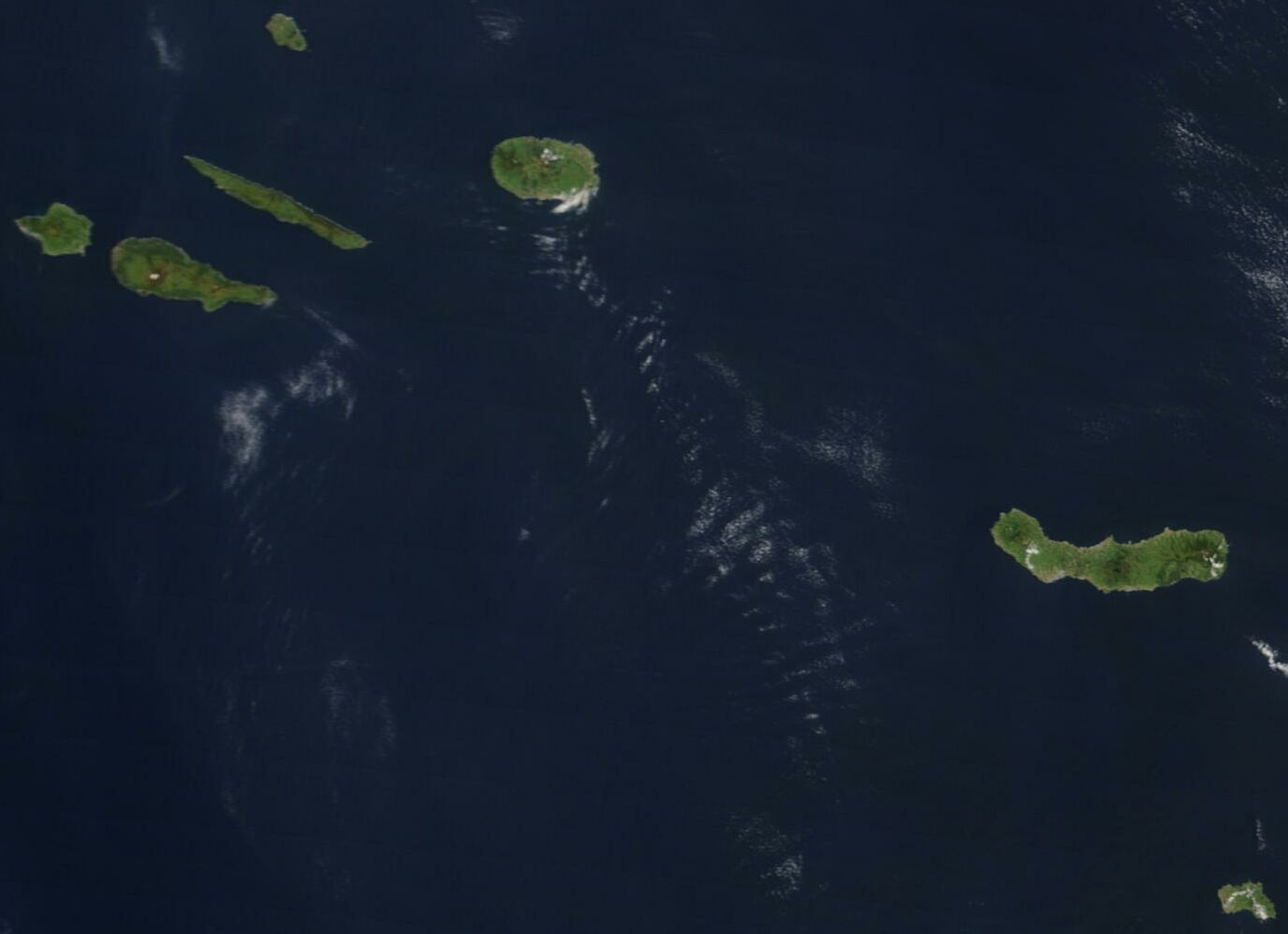
Immagine dal satellite che mostra le Azzorre, nel maggio 2003

Le isole si formarono durante l'epoca terziaria, nella fase alpina. Coni e crateri rivelano l'origine vulcanica della maggior parte di esse. Pico, un vulcano di 2.351 metri sull'omonima isola, è la cima più elevata delle Azzorre e di tutto il territorio portoghese. L'ultima eruzione di un vulcano attivo fu quella di Capelinhos (Vulcão dos Capelinhos) nel 1957, nella parte occidentale dell'isola Faial, eruzione che ha fatto incrementare la dimensione dell'isola. L'isola di Santa Maria è la più antica e vi si ritrovano rocce calcaree ed estesi sedimenti di argilla rossa.
La popolazione conta 236.440 abitanti al 2022, con densità di 101 abitanti per chilometro quadrato.

### Posizione
Le nove isole si estendono per più di 600 km nel cuore dell'Oceano Atlantico in direzione nordovest-sudest tra il 36º e il 40º parallelo nord e tra il 24º e il 32º meridiano ovest. La terra più vicina è Madera, a 906 km, mentre il Portogallo continentale si trova a circa 1360 km, Terranova a circa 1925 km e la Nuova Scozia a circa 2600 km. La grande estensione delle isole definisce un'immensa zona economica esclusiva di 1,1 milioni di km².

### Geologia
La geologia delle Azzorre è complessa, non solo perché determinata dai fenomeni vulcanici, ma anche perché frutto dei movimenti della tettonica oceanica. L'arcipelago, di origine vulcanica, nacque dalla fuoriuscita di lava dalla crosta oceanica ed è di formazione relativamente recente. L'alto livello di attività di questa zona è dovuto all'interazione delle tre maggiori placche tettoniche: quella americana, quella euroasiatica e quella africana. La zolla nordamericana va gradualmente spingendosi ad ovest, quella euroasiatica verso est e quella africana verso est e nord. Il risultato di questa divergenza è la spaccatura della crosta con fuoriuscita di lava che crea delle dorsali alte fino a 2000 m in mezzo all'Oceano. Le dorsali non sempre sono interamente sommerse: alcune cime più elevate possono emergere e formare isole vulcaniche.
È il caso delle Azzorre, situate lungo l'allineamento della dorsale medio-atlantica, che percorre l'oceano da nord a sud per 16.000 km e che comprende anche l'Islanda. Le isole di Corvo e Flores sono poste sulla placca americana, le altre su quella euroasiatica. L'isola più antica è Santa Maria, formatasi 8 milioni di anni fa, poi scomparsa e quindi riemersa, come testimoniano i reperti fossili, mentre la più giovane tra le esistenti è Pico, su cui permangono evidenti tracce delle eruzioni più recenti, avvenute nel 1700. L'isola più giovane in assoluto non esiste più. Battezzata come isola Sabrina, emerse non molto distante da São Miguel nel 1811; la sovranità su di essa fu immediatamente rivendicata dalla Gran Bretagna, perché la nuova terra era stata avvistata ed esplorata da un capitano della marina britannica. L'incidente diplomatico si esaurì pochi mesi dopo, quando Sabrina scomparve nell'oceano con la stessa velocità con cui ne era emersa.
Tutte le isole, dunque, hanno origine vulcanica, benché Santa Maria presenti anche degli elementi corallini.

### Clima
Le Azzorre godono di un clima con aspetti oceanici ma di base mediterraneo, grazie anche alla corrente del Golfo, che contribuisce a mitigare la temperatura del mare.
Le temperature medie variano tra un minimo di 14,1 °C in febbraio ad un massimo di 22.1 °C in agosto, con escursioni medie giornaliere inferiori a 6 °C grazie anche al contributo delle brezze; le temperature estreme registrate nel trentennio 1981-2010 sono state fra i 3,7 °C di febbraio e i 28,8 °C di agosto.
La temperatura media del mare è di circa 16 °C in inverno, per arrivare ai 21 °C estivi anche se, in questa stagione, si registrano temperature fino a 25 °C.
Le precipitazioni sono relativamente frequenti, anche se normalmente moderate, e le loro medie variano tra i 26,6 mm di luglio e i 146,9 mm di dicembre; il periodo più piovoso è quello compreso tra settembre e dicembre. La variabilità meteorologica è particolarmente pronunciata tra marzo e aprile, quando il tempo cambia spesso repentinamente e, nell'ultimo ventennio, sono spesso state registrate in marzo medie di temperatura inferiori a quelle di gennaio.
L'aria ha sempre un notevole contenuto di umidità, mai inferiore al 60% e in genere superiore al 70%, anche nelle prime ore di assolati pomeriggi estivi: questo porta ad un generale innalzamento delle temperature percepite.

## Politica
Dopo l'istituzione di una regione autonoma, la sezione esecutiva dell'autorità locale è stata collocata in Ponta Delgada, quella legislativa ad Horta e quella giudiziaria ad Angra do Heroísmo. L'attuale presidente della Regione autonoma delle Azzorre è José Manuel Boleiro.

## Società

### Religione
Oltre il 95% della popolazione aderisce alla Chiesa cattolica, presente nelle Azzorre con la diocesi di Angra.

## Comuni
Le Azzorre sono suddivise in 19 comuni (concelhos), ciascuno dei quali suddiviso ulteriormente in entità territoriali minori (freguesias), per un totale di 156 freguesias. Vi sono 5 centri urbani maggiori: Ponta Delgada e Ribeira Grande sull'isola di São Miguel; Angra do Heroísmo e Praia da Vitória su Terceira e Horta su Faial.
I comuni sono:
Santa Maria
- Vila do Porto

São Miguel
- Lagoa, Nordeste, Ponta Delgada, Povoação, Ribeira Grande e Vila Franca do Campo

Terceira
- Angra do Heroísmo e Praia da Vitória

Graciosa
- Santa Cruz da Graciosa

São Jorge
- Calheta e Velas

Pico
- Lajes do Pico, Madalena e São Roque do Pico

Faial
- Horta

Flores
- Lajes das Flores e Santa Cruz das Flores

Corvo
- Corvo

## Città
Ponta Delgada, Angra, Horta, Ribeira Grande e Praia da Vitória.

## Aeroporti
- Aeroporto João Paulo II (IATA: PDL)
- Aeroporto di Lajes (IATA: TER)
- Aeroporto di Horta (IATA: HOR)
- Aeroporto di Santa Maria (IATA: SMA)
- Aeroporto di Corvo (IATA: CVU)
- Aeroporto di Flores (IATA: FLW)
- Aeroporto di Graciosa (IATA: GRW)
- Aeroporto di Pico (IATA: PIX)
- Aeroporto di São Jorge (IATA: SJZ)